# Sorokiszki
Sorokiszki (lit. Šarkiškės) – wieś na Litwie, w okręgu wileńskim, w rejonie wileńskim, w gminie Ławaryszki; leży około 7 km na wschód od Ławaryszek.  
Do 1945 Sorokiszki leżały w Polsce, w województwie wileńskim, w powiecie wileńsko-trockim, w gminie Mickuny. 